# Virgil Ghiță
Virgil Eugen Ghiță (sinh ngày 4 tháng 6 năm 1998) là một cầu thủ bóng đá người România thi đấu cho Viitorul Constanța ở vị trí hậu vệ.